# Portör

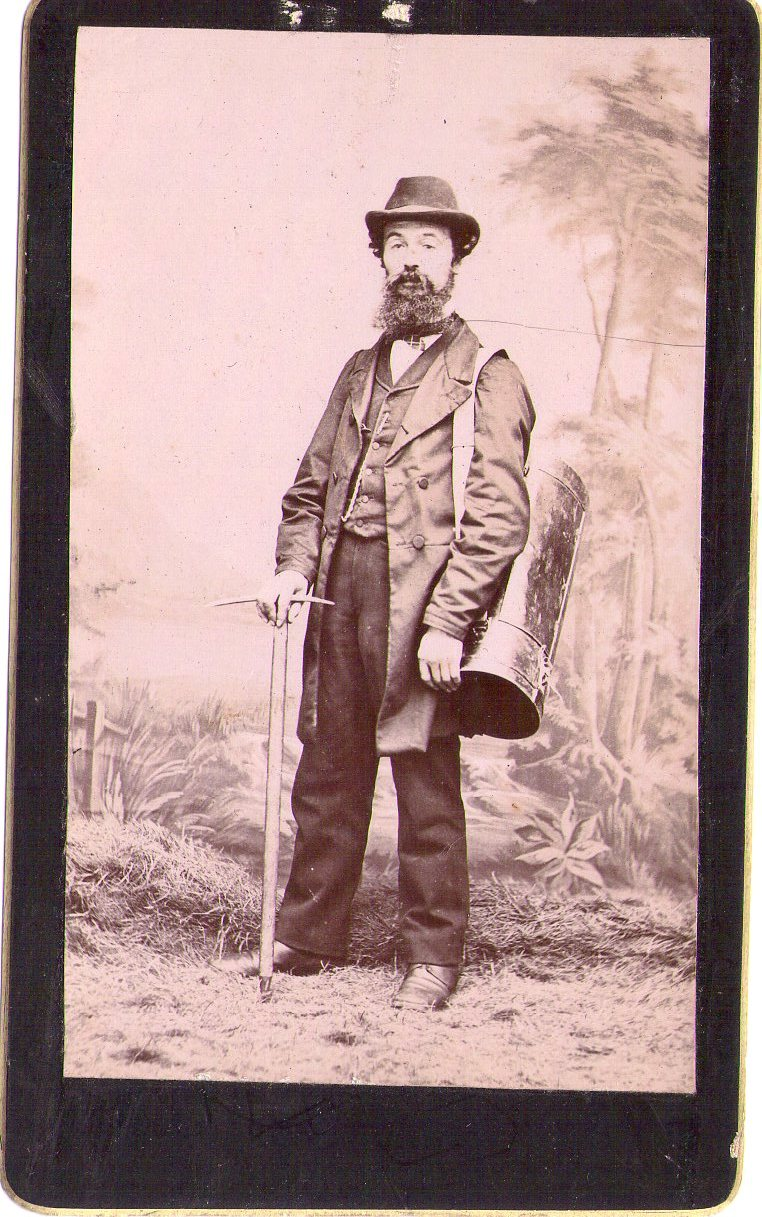
Botanist Justin Paillot med sin portör

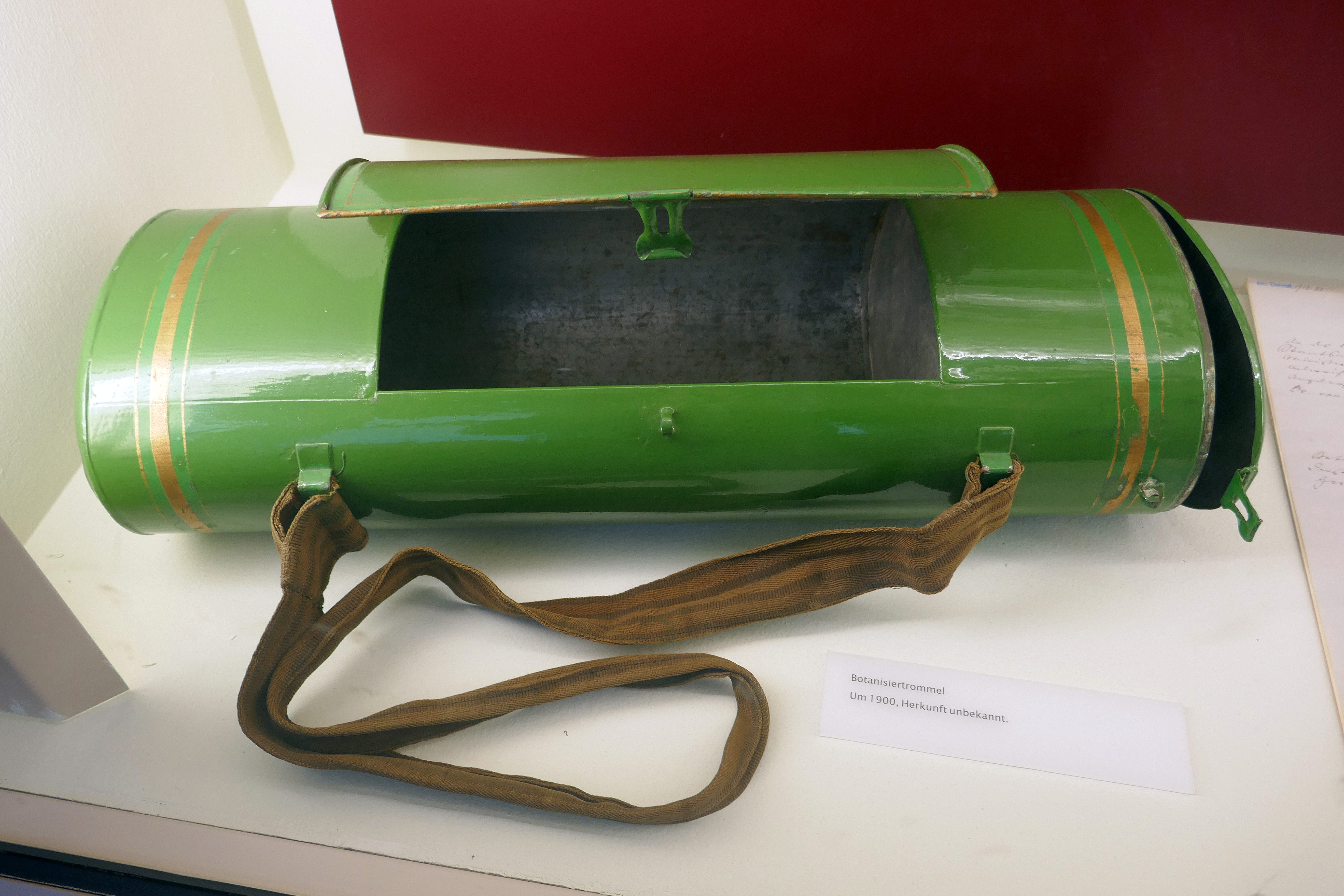
Portör

Portör (av franskans porteur, bärare), är en bärbar (cylinderformig) plåtbehållare för insamling av växter som botanister använder för att bära hem växter från sina exkursioner.
Ordet "portör" finns belagt i svenska språket sedan 1843.